# Gösta Berlings saga (pel·lícula)

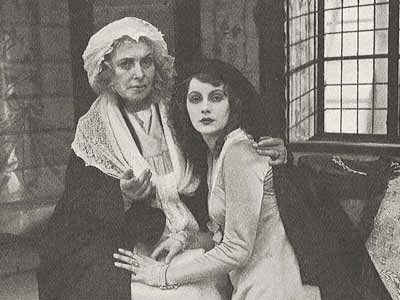
Gerda Lundequist i Greta Garbo en una escena de la pel·lícula

Gösta Berlings saga (lit. "La saga de Gösta Berling") és una pel·lícula sueca de drama romàntic de 1924 dirigida per Mauritz Stiller i protagonitzada per Lars Hanson, Gerda Lundequist i Greta Garbo. Es basa en la novel·la homònima de 1891, la primera novel·la de l'autora sueca guanyadora del Premi Nobel Selma Lagerlöf.

## Sinopsi
Gösta Berling, un vicari luterà, és expulsat pel seu estil de vida inapropiat. Llavors, entreté a una dama rica que a canvi ho secunda. Després d'una varietat d'aventures, es troba amb Elizabeth Dohna, una exduquesa, i comencen una nova vida junts.

## Repartiment
- Lars Hanson com Gösta Berling;
- Greta Garbo com Elizabeth Dohna;
- Sven Scholander com Sintram;
- Gerda Lundequist com Margaretha Samzelius;
- Ellen Hartman-Cederström com Märtha Dohna;
- Mona Mårtenson com Ebba Dohna;
- Torsten Hammarén com Henrik Dohna;
- Jenny Hasselqvist com Marianne Sinclaire;
- Sixten Malmerfelt com Melchior Sinclaire;
- Karin Swanström com Gustafva Sinclaire;
- Oscar Byström com el patró Julius;
- Hugo Rönnblad com Beerencreutz;
- Knut Lambert com Örneclou;
- Svend Kornbeck com Christian Bergh;

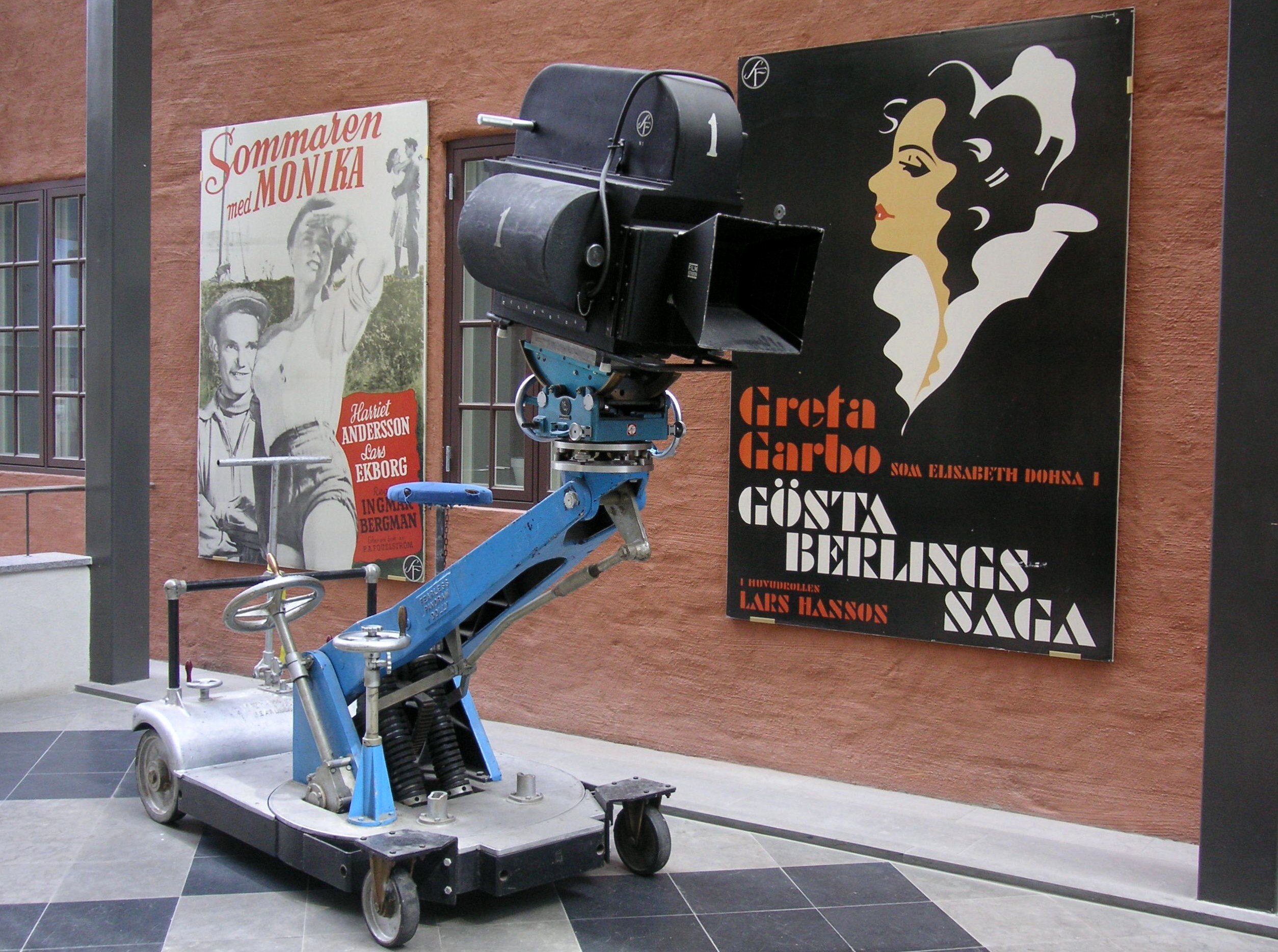
Càmera i poster al Filmstaden, Solna.

- Otto Elg-Lundberg com Samzelius.

## Llançament i restauració
La pel·lícula es va estrenar originalment en dues parts en Suècia, Gösta Berlings saga de l'I el 10 de març de 1924 i Gösta Berlings saga de l'II set dies després. La versió de dues parts també es va llançar a Finlàndia i Noruega, però per la resta del món es va fer una versió d'exportació més curta d'una part.
En 1927 es va tornar a muntar la pel·lícula, reduint gairebé a la meitat la seva durada. Aquesta va ser l'única versió que es va arxivar. En 1933 es va estrenar una versió sonora als cinemes d'Estocolm, sense els intertítols, juntament amb edicions addicionals i alguns reordenaments de les escenes. La major part del material que manca es va descobrir 20 anys després i es va estrenar als cinemes una versió restaurada amb nous intertítulos. El Svenska Filminstitutet va agregar fragments recentment trobats al llarg dels anys, però a partir de la restauració de 1975 faltaven uns 450 metres de pel·lícula del tall original.
Al febrer de 2018, es va anunciar la finalització d'una nova restauració integral. La versió de 2018 és 16 minuts més llarga que la restauració anterior i acosta la pel·lícula a la seva durada original. També restaura l'esquema de tints de la pel·lícula per primera vegada des del seu llançament original.

## Mitjans domèstics
En 2008, AB Svensk Filmindustri va llançar un DVD en suec amb subtítols en anglès, francès, portuguès, espanyol i alemany. La restauració de 192 minuts es va reduir als 184 minuts, a causa de l'acceleració del 4% de PAL. Presentava una partitura de 2005 encarregada especialment pel pianista i compositor de música de cinema mut Matti Bye. La mateixa versió també va ser llançada en DVD estatunidenc en 2006 per Kino International. També es va reduir a 184 minuts ja que el DVD NTSC va usar la transferència PAL sense convertir.